# خوانيتا بارتليت
خوانيتا بارتليت (بالإنجليزية: Juanita Bartlett)‏ هي كاتبة سيناريو أمريكية، ولدت في 28 فبراير 1927، وتوفيت في 25 فبراير 2014.

## وصلات خارجية
- خوانيتا بارتليت على موقع IMDb (الإنجليزية)
- خوانيتا بارتليت على موقع كينوبويسك (الروسية)